# آلن هیگنت
آلن هیگنت (انگلیسی: Alan Hignett؛ زادهٔ ۱ نوامبر ۱۹۴۶) بازیکن فوتبال اهل بریتانیا است.
از باشگاه‌هایی که در آن بازی کرده‌است می‌توان به باشگاه فوتبال لیورپول اشاره کرد.
وی همچنین در تیم ملی فوتبال زیر ۱۸ سال دبیرستانهای انگلستان بازی کرده‌است.